# Unicórnio
Unicórnio, também conhecido como licórnio ou licorne, é um animal mitológico que tem a forma de um cavalo, geralmente branco, com um único chifre em espiral. O nome "unicórnio" deriva do latino unicornis: do prefixo uni- e do substantivo cornu, "um só chifre". Sua imagem está associada à pureza e à força. Segundo as narrativas são seres dóceis; porém são as mulheres virgens que têm mais facilidade para tocá-los.
Tema de notável recorrência nas artes medievais e renascentistas, o unicórnio, assim como todos os outros animais fantásticos, não possui um significado único.

Considerado um equino fabuloso benéfico, com um grande corno na cabeça, o unicórnio entra nos bestiários em associação à virgindade, já que o mito compreende que o único ser capaz de domar um unicórnio é uma donzela pura. Leonardo da Vinci escreveu o seguinte sobre o unicórnio:
"O unicórnio, através da sua intemperança e incapacidade de se dominar, e devido ao deleite que as donzelas lhe proporcionam, esquece a sua ferocidade e selvajaria. Ele põe de parte a desconfiança, aproxima-se da donzela sentada e adormece no seu regaço. Assim os caçadores conseguem caçá-lo."
A origem do tema do unicórnio é incerta e se perde nos tempos. Presente nos pavilhões de imperadores chineses e na narrativa da vida de Confúcio, no Ocidente faz parte do grande número de monstros e animais fantásticos conhecidos e compilados na era de Alexandre e nas bibliotecas e obras helenísticas.

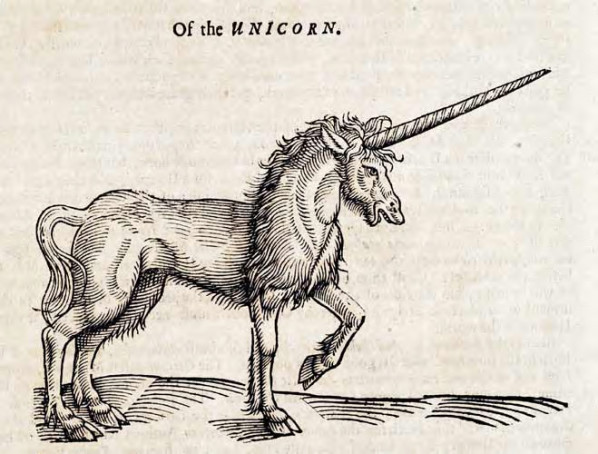
Ilustração de um unicórnio do livro The history of four-footed beasts and serpents de Edward Topsel, 1658

É citado no livro grego Physiologus, do século V d.C., como uma correspondência do milagre da Encarnação. Centro de calorosos debates, ao longo do tempo, o milagre da Encarnação de Deus em Maria passou a ser entendido como o dogma da virgindade da mãe de Cristo: nessa operação teológica, o unicórnio tornou-se um dos atributos recorrentes da Virgem.
Representações profanas do unicórnio encontram-se em tapeçarias do Norte da Europa e nos cassoni (grandes caixas de madeira decoradas, parte do enxoval das noivas) italianos dos séculos XV e XVI. O unicórnio também aparece em emblemas e em cenas alegóricas, como o Triunfo da Castidade ou da Virgindade.
A figura do unicórnio está presente também na heráldica, como no brasão de armas do Canadá, da Escócia e do Reino Unido.
Na astronomia, o unicórnio é o nome de uma constelação chamada Monoceros.
O unicórnio tem sido uma presença frequente na literatura fantástica, surgindo em obras de Lewis Carroll, C.S. Lewis e Peter S. Beagle. Anteriormente, na sua novela A Princesa de Babilônia, Voltaire inclui um unicórnio como montada do herói Amazan.
Modernamente, na obra de J. K. Rowling, a série Harry Potter, o sangue do unicórnio era necessário para Voldemort manter-se vivo, porém o ato de matar uma criatura tão pura para beber-lhe o sangue dava ao praticante de tal ação apenas uma semivida — uma vida amaldiçoada. No livro diz-se que o unicórnio bebê é dourado, adolescente prateado e adulto branco-puro. Também é interessante observar, ainda na obra de Rowling, que a varinha do personagem Ronald Weasley possui o núcleo de pelo de unicórnio.
Em outro livro, "Memórias de Idhún", de Laura Gallego García, o unicórnio é um dos personagens principais da história, sendo parte de uma profecia que salva Idhún dos sheks. Em Memórias de Idhún, o unicórnio está no corpo de Victoria.
Em 2008, um "unicórnio" nasceu na Itália. O animal, obviamente não é parte de uma nova espécie. Mas sim uma corça (pequena espécie de cervídeo europeu), que nasceu com somente um chifre. Pesquisadores atribuem o ocorrido a um "defeito genético".
Alguns relatos dizem também, que esses seres mágicos são capazes de alimentar-se de nuvens do entardecer e raios de sol. Isso só ocorre pelo fato de essas serem as únicas substâncias puras o suficiente para esse animal fantástico ingerir. Além disso, os unicórnios, devido a sua origem mágica, conseguem transformar quaisquer tipos de substâncias impuras e putrefatas em substâncias brilhantes, cheias de luz e vida.

## História e lendas
Acredita-se que o Elasmotherium deu origem ao mito moderno do Unicórnio, como descrito por testemunhas na China e Pérsia.
Apesar de provavelmente ter sido extinto na pré-história, de acordo com a enciclopédia sueca Nordisk familjebok, publicada de 1876 a 1957, e com o cientista Willy Ley, o animal pode ter sobrevivido o suficiente para ser lembrado em mitos do povo russo como um touro com um único chifre na testa.
Amade ibne Fadalane, viajante muçulmano cujos escritos são considerados uma fonte confiável, diz ter passado por locais onde homens caçavam o animal. Fadalane, inclusive, afirma ter visto potes feitos com chifres do unicórnio.
Em 1663, perto de uma caverna na Alemanha, foi encontrado o esqueleto de um animal que, especulava-se, seria um unicórnio. As ossadas encontradas na Alemanha eram possivelmente de Mamute com outros animais, montados por humanos de forma equivocada.
A caveira estava intacta e com um chifre único no meio, preso com firmeza. Cerca de 100 anos depois, uma ossada semelhante foi encontrada perto da mesma caverna. Os dois esqueletos foram analisados por Gottfried Leibniz, sábio da época e grande cientista (ao nível de Sir Isaac Newton), que declarou que (a partir das evidências encontradas) passara a acreditar na existência de unicórnios.
As presas de narvais capturados nas águas do Ártico circulavam por toda a Europa medieval como prova da existência de unicórnios. Tais presas seriam dotadas de poderes mágicos e curativos.